# Zapotal Sapillica
Zapotal Sapillica es una localidad peruana ubicada en el distrito de Sapillica, perteneciente a la provincia de Ayabaca del departamento de Piura, al norte del Perú. 

## Ubicación
Zapotal Sapillica se ubica al oeste de la provincia de Ayabaca, en el distrito de Sapillica, en el departamento de Piura.

## Demografía
En 2017 Zapotal Sapillica tenía una población de 49 habitantes.